# Peter Waterfield
Peter Waterfield, född den 12 mars 1981 i Walthamstow, är en brittisk simhoppare.
Han tog OS-silver i synkroniserade höga hopp i samband med de olympiska simhoppstävlingarna 2004 i Aten.